# 感性予備条件づけ
感性予備条件づけ（かんせいよびじょうけんづけ、英：Sensory_preconditioning）は古典的条件づけの拡張である。手続きは、感覚の予備条件づけとして２つの中立刺激（NS、たとえば光と音）、つまり望ましい無条件の反応（UR、たとえば唾液分泌）に関連付けられていない刺激の同時提示（対提示）が繰り返される。

## 解説
感性予備条件づけの後には、通常、NSの1つ（たとえば、光）を無条件刺激（US、たとえば、唾液を出させるレモンジュースを舌につける）と繰り返し対提示し、反応を引き出す。これが条件反応（CR、この例では唾液分泌）。これを達成するためには、一般的に延滞条件づけ（古典的条件づけを参照）が最も効果的である。
この時点で、2番目のNS（つまり、上記の音）も、USと対提示されたことがない場合でも反応を引き出す。つまり、古典的条件づけと組み合わせた感性予備条件づけは音を条件づけされた反応の条件刺激（CS）に変えることができる。
「感性予備条件づけ」という用語は、1939年にジョンズホプキンス大学のW. J. Brogedenが提案した  。感性予備条件づけの手続きの最初の段階では、2つの中性刺激（NS1とNS2）が同時にまたは連続して対提示される。ステージ2では、従来のCS1-> CR応答が確立される。その後、CS2（USと直接、対提示されたことがない）が、条件反応を引き出し始める。これは、（NS1）US-> URの対提示がCS1-> CR関係をもたらすまで、NS2が唾液分泌を誘発しないため、第1段階のSS連合が反応に影響を与えたことを示唆する。
被験者間デザインを使用した順行条件づけ実験とそれに続くCS1消去は、SS連合の可能性を示唆する（Rizley and Rescorla、1972）。 実験では、A-> X |に続く条件性抑制パラダイムを使用した。 X-> US | A-> CRデザイン。 
ステージ1：音（NS2）に光（NS1）が連続して提示される
ステージ2：光（NS1）とショック（US）の対提示
テスト：NS2は、光によって誘発されたものと同様の条件反応を誘発した。したがって、ショックと対提示された光と、ショックと対提示されたことがない音の両方が、生体の「ショック反応」（CR）に関連してCSになった。
この感性予備条件づけ手順に続いて、CS1（すなわち、光）への応答は、ショックがない状態で光を繰り返し提示することにより、古典的条件づけによって消去された。通常、このCS1の消去はCS2へのCRに影響を与えない。しかし、この感性予備条件づけ実験では、CS1の消去がCS2に移行し、CS2-> CS1-> UCS->応答という連合連鎖で説明が可能である。
音が反応と連合するためには、ステージ1でショックにさらす必要がありそうだが、そうではない。ショックが発生する第2段階まで応答は発生しない。すなわち、ステージ1では応答がないため、この現象をS-R連合で説明することはできない。